# Дирк

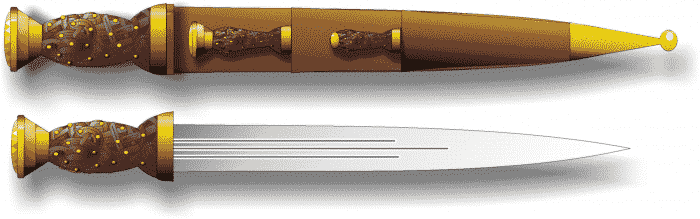
Традиційний вигляд шотландського кинджала-дирка

Дирк (англ. dirk, шотл. durk)  — національний шотландський кинджал з довгим прямим клинком. Спочатку дирк був особистою зброєю шотландських морських офіцерів, які брали участь у морському рукопашному бою в епоху вітрил . Згодом дирк набув поширення як зброя шотландських горців. Назва кинджала в перекладі з англійської мови означає «кинджал, кортик».
У дирка прямий клинок що поступово звужується, широкий, а також практично завжди двосічний. Іноді зустрічалося і полуторне заточування клинка, в таких випадках зазвичай присутні несиметричні доли. Довжина клинка варіюється від 20 до 40 см. У піхвах зброї часто носили додаткові предмети, в основному це були столові прилади — невеликий ніж, зрідка вилка. Ці кинджали часто виготовлялися з уламків мечів. Руків'я дирка не має яскраво вираженого обмежувача, її верхівка являє собою диск з капелюшком в центрі. На руків'я ранніх дирках опуклості на місці хрестовини (як у балока) ще зберігаються. У пізніх кинджалів опуклості «яйця» зовсім зникають, наголов'я на ручці розширюється для більш зручного утримання, навершя стає більш вираженим. Піхви та руків'я парадних дирків прикрашалися знаками полкової символіки (якщо власник перебував на службі Великої Британії), дерев'яне руків'я прикрашали різьбленим орнаментом.
При виготовленні руків'я дирка традиційно використовувалося темне (практично чорне) дерево, наприклад морений дуб. По руків'ю як правило, вирізався плетений візерунок (схожий на переплетення лози), який прикрашався срібними цвяхами. Крім цього, руків'я дирка дуже часто прикрашалися багатим металевим (найчастіше срібним) приладом рукояті і піхов. Як і в ножів скінду, у наверші руків'я міг встановлюватися дорогоцінний або напівдорогоцінний камінь. Зазвичай це був димчастий топаз.
Шотландські кинджали дирки як національний різновид цієї зброї з'явилися приблизно на початку XVI століття. Часті зіткнення з англійцями, кланова роздробленість призвели до того, що горяни завжди з'являлися зі зброєю. Зазвичай такі кинджали використовувалися в поєднанні з шотландськими палашами. Але крім бойових дій, дирк також застосовувався і на полюванні. У сутичці кинджал утримували лівою рукою, на яку був надітий невеликий круглий щит.
З другої половини XVII століття і до нашого часу дирк, як і інші шотландські кинджали стає частиною парадної форми в деяких шотландських полках армії Великої Британії. Дирки часто робилися з уламків клейнбегів або клейморів. Після битви при Каллодені в 1745 році англійська влада стала забороняти як носіння шотландського національного костюма, так і зброї в тому числі дирка.. Внаслідок цього дирк не можна було відкрито носити, і йому на заміну прийшов невеликий кинджал скін-ду. В даний час дирк є обов'язковим аксесуаром в костюмі шотландського горця.